# Свердловина № 99 (Мала Бийгань)
Свердловина № 99 — гідрологічна пам'ятка природи місцевого значення. Об'єкт розташований на території Берегівського району Закарпатської області, с. Мала Бийгань.
Площа — 0,5 га, статус отриманий у 1984 році (Рішення Закарпатського Облвиконкому від 23.10.1984 р. № 253).
Охороняється свердловина з мінеральною водою та прилегла територія. Вода гідрокарбонатно-натрієво-магнієва, загальна мінералізація - 0,59 г/л. Придатна для лікування захворювань органів тарвлення.